# Амир Хан
Амир Хан ([ɑːmɪr xɑːn]; хинд. आमिर ख़ान; урд. عامر خان, рођен као Мухамед Амир Хусеин Хан 14. марта 1965) је Националним филмским наградама и Филмфаре наградама овјенчан индијски глумац, редитељ и филмски продуцент. Захваљујући низу наступа у успјешним филмовима Кхан се посљедњих година наметнуо као једна од водећих звијезда Боливуда. Такођер је познат као оснивач студија Aamir Khan Productions.
На филму је први пут наступио као дијете наступајући са својим ујаком Насиром Хуссаином у његовом филму Yaadon Ki Baaraat (1973), а професионалну каријеру започео једанаест година касније с филмом Holi (1984). Свој први велики успјех је постигао у филму свог рођака Мансоор Кхана Qayamat Se Qayamat Tak (1988) и за свој наступ освојио Филмфаре за најбољи мушки деби. Након осам номинација 1980-их и 1990-их, Кхан је освојио свој први Филмфаре за најбољег глумца захваљујући улози у филму Raja Hindustani (1996), свог највећем комерцијалном успјеху.
Године 2001. је дебитирао као продуцент филмом Lagaan, свјетски познатим по номинацији за Осцар за најбољи филм на страном језику. За тај је филм Националну филмску награду за најбољи популарни забавни филм подијелио с режисером Ashutoshom Gowarikarom. Кхан је у филму такођер глумио и освојио свој други Филмфаре за најбољег глумца. Након четворогодишње паузе, Кхан се вратио наступом у филму Кетана Мехте The Rising (2005). Године 2007. је имао редитељски деби филмом Taare Zameen Par, а за који је добио Филмфаре за најбољу режију.